# Sadatoshi Tomioka
Sadatoshi Tomioka (Hiroshima, Japón, 8 de marzo de 1900- Tokio, 7 de diciembre de 1970) fue un contralmirante de la Armada Imperial Japonesa durante la Segunda Guerra Mundial.

## Biografía
Sadatoshi Tomioka nació en Hiroshima en 1893, sus ancestros habían servido por tres generaciones en la Armada desde el Shogunato Tokugawa. Era hijo del noble Sadayashu Tomioka, un almirante de la Armada Imperial que sirvió destacadamente en la Guerra ruso-japonesa de 1905.
En 1917, Sadatoshi Tomioka se graduó en la Academia Naval Imperial, posteriormente paso a servir como guardiamarina en los cruceros Aso e Iwate, posteriormente pasó al acorazado de reducto Asahi obteniendo el grado de alférez.
En 1922 realizó el curso de oficiales y pasó a servir como teniente de marina en el destructor-minador Hokaze y en el 
destructor Tachikaze.
En 1926 sirvió como ayudante del Jefe de Personal y luego realizó el curso de oficial de Estado Mayor en 1927 ascendiendo a capitán de Corbeta. Ese mismo año recibió su primer mando, el veterano destructor Matsu.
Desde 1927 hasta 1932 sirvió como agregado naval en Francia donde aprendió el idioma galo y el alemán.
De vuelta a Japón fue asignado como Jefe de navegación del crucero ligero Kinusaga.
En 1932, fue parte de la delegación japonesa a la Conferencia Mundial del Desarme en Ginebra Suiza . 
Desde 1933 hasta 1938 fue oficial del Departamento de Personal de la Armada, ese último año ostentaba el grado de capitán.
Realizó el curso de oficial de Estado Mayor y en 1939 fue ascendido a contralmirante y asignado como Jefe de Operaciones y Movilización de la Armada teniendo como superior al almirante Shigeru Fukudome.

### Segunda Guerra Mundial

#### Guerra del Pacífico
Para 1940, los Estados Unidos se oponía a la política expansionista nipona y exigían a Japón el abandono de la Península de Indochina francesa y del territorio ocupado en China amenazando con el embargo de las materias primas esenciales, la perspectiva de un enfrentamiento con Estados Unidos era cada vez más inevitable. 
En ese contexto, Japón contemplaba apropiarse de fuentes de carburante de las islas coloniales holandesas. Tomioka propuso que Australia debía ser un objetivo a considerar si se llevaban a cabo los planes de conquista de las Indias Neerlandesas y que su ocupación serviría de barrera contra la interferencia americana en un probable futuro conflicto.
El comandante de la Flota Combinada,   almirante Isoroku Yamamoto no opinaba del mismo modo y junto a Minoru Genda y Kameto Kuroshima elaboraron un plan de ataque a las islas Hawái, llamado plan Z cuyo objetivo era anular el poderío naval americano y llevar a América a la mesa de negociaciones lo antes posible, era un plan que llevaba a Japón irrevocablemente a la guerra, y tanto Tomioka como Fudukome no aprobaban en principio dicha operación quejándose de que no se habían abordado puntos de vista estratégicos esenciales. 
Dicho plan ya estaba listo en septiembre de 1941 y solo faltaba la aprobación del Ministerio de Marina. Yamamoto comisionó a Kuroshima para presentar el plan Z ante Tomioka,  él cual se opuso sin éxito,  por tanto fue finalmente aprobado para ser presentado al emperador Hirohito.
En 1942, Tomioka también se opuso al plan de Yamamoto de invasión a Midway y propuso a cambio la ocupación de Samoa, Fiyi y Port Moresby en Nueva Guinea, en preparación para invadir Australia; pero ante la amenaza de renuncia del almirante de la Flota Combinada, la propuesta fue suspendida.
Entre julio y agosto de 1943, se le confió el mando del nuevo crucero ligero Ōyodo. En septiembre se le nombró jefe del Estado Mayor de la Flota del Área Sudeste hasta diciembre de 1944, donde fue nombrado jefe de Operaciones del Estado Mayor bajo las órdenes de Teijirō Toyoda, cargo que mantuvo hasta la rendición japonesa en 1945.
Sadatoshi Tomioka fue uno de los seis oficiales militares ceremoniales de alto rango que subieron a bordo del acorazado Missouri para asistir a la firma del Acta de rendición de Japón.

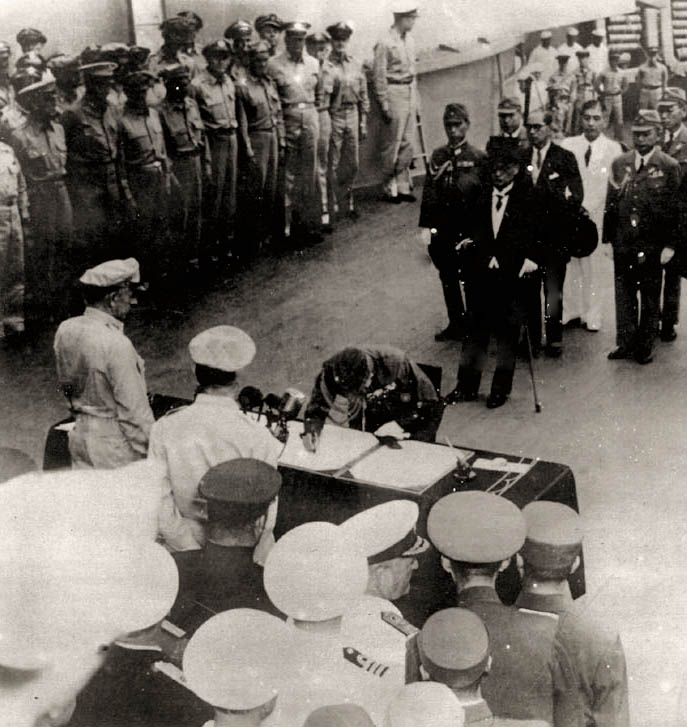
Sadatoshi Tomioka como parte del ceremonial de rendición de Japón (tras Umezu en la fila posterior).

### Vida final
Fue transferido a la reserva en 1945 y ejerció funciones en el Departamento de desmovilización hasta 1946 e historiador hasta 1951.
Tomioka falleció en 1970 a sus 70 años.